# موکشا (جینیسم)
موکشا (سانسکریت: moksha)، در جینیسم، هدف و مبنای اصول اخلاقی، نجات و رستگاری است.

## موکتی
موکشا یا موکتی، به معنی رهایی، اصطلاحی عرفانی در آیین هندو به معنی رها کردن خود از علایق مادی است.
رهایی از تمام امیال. یک فانی، جاودان خواهد شد و به برهما نایل خواهد گردید.

## الگوی موکتی
اندیشه موکتی، مشتق از موکشا یکی از پایه‌های معنویت باستان هندی است. الگوی موکتی برای گذار از اقیانوس سامسارا و مکتب جینی بر همین الگو طراحی شده‌است.

## طریق سلوک
هدف اصول اخلاقی جین، رسیدن به مقام نجات و نیروانا است. روش معنوی و طریق سیر و سلوکی که جهت رسیدن به این آزادی برگزیده اند نوعی یوگا (yoga) تعبیر می‌شود و عبارت است از:
1. معرفت درست (jnana)
2. ایمان به کتب مقدس جین (Śraddhā)
3. طرز رفتار درست یا امساک از گناه (caritva)

این سه اصل را سه گوهر گران بها (triratna) می‌خوانند.

## پنج پرهیزکاری
طرز رفتار درست عبارت است از پنج پرهیز کاری بزرگ:
1. عدم آزار به دیگران و محترم شمردن حق حیات جملهٔ موجودات (ahimsa)
2. راست گفتن و از دروغ امتناع کردن (sunrta)
3. پرهیز از دست برد به مال دیگران (asteya)
4. پرهیز از تمایلات نفسانی و جسمانی (brahmacarya)
5. تجرد از دل بستگی‌های دنیوی و بی‌نیا بودن از مال دنیا (aparigraha)

## کارما
مقام اطلاق و تجرد که به یاری این اصول اخلاقی و معنوی تحقق می‌یابد مستلزم این است که روح از مواد پیگیر کارمای گذشته پاکیزه گردد و پاکی فطری خود را باز یابد زیرا هنگامی که مواد کارما در آتش فرزانگی و ایمان درست و رفتار درست سوزانده می‌شود (dhyanagnidagdhakam)، روح به مقام تنزه و تجرد کامل می‌رسد و کارمای گمراه کننده (mohaniya) معدوم می گرددو مجرای دخول و نفوذ کارمای جدید نیز مسدود می‌شود و پرده‌هائی که ایمان و آگاهی و معرفت را مستور می‌ساختند از میان برداشته می‌شوند و مقام وارستگی کامل در دل شخص منزه متجلی می‌شود و در این مقام، او را پاک و بیدار (buddha) و واقف بر کلیه امور (sarvajna) می‌دانند و جینا (jina) یعنی فاتح و منزه (kevala) می‌خوانند.
از طرف دیگر چون سایر پرده‌های کارما که طول عمر (ayuh) و خصائص شخصی و خانوادگی (nama, gotra) او را تعیین می‌کرده‌اند، منهدم شوند روح آزاد وارد نیروانا می‌شود و به عالم ارواح منزه می‌پیوندد و از ادراک و معرفت و شادی و سرور بی‌نهایت برخوردار می‌گردد و از دریای پرتلاطم سامسارا می‌گذرد و از چرخ باز پیدائی و تولد رهایی می‌یابد و مبدل به یک «تیرتامکارا» می‌شود یعنی آن کسی که گذرگاهی در اقیانوس سامسارا به دست آورده و به ساحل آرامش و آسایش پیوسته‌است.